# Zespół ogona końskiego

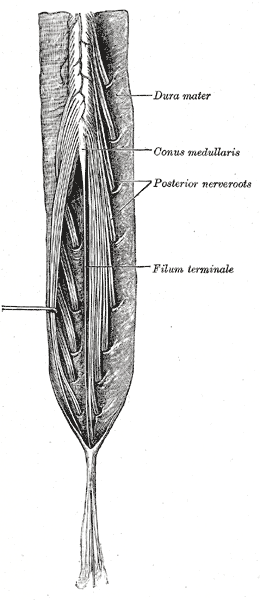
Ogon koński i nić końcowa widziane od tyłu.

Zespół ogona końskiego (ang. cauda equina syndrome) – charakterystyczny zespół objawów neurologicznych, powstających wskutek uszkodzenia włókien korzeni nerwowych biegnących w kanale kręgowym tworzących ogon koński.
Wskutek dyskopatii (centralnej lędźwiowej wypukliny jądra miażdżystego poniżej poziomu L1/L2) lub wzrostu guza w świetle końcowego odcinka kanału kręgowego dochodzi do ucisku na nerwy tworzące koński ogon, co powoduje poniższe objawy:
- niedowład wiotki kończyn dolnych, szczególnie wyrażony w odsiebnych ich częściach,
- zaburzenia czucia typu korzeniowego,
- niemożność oddania moczu,
- objawy rozciągowe.

Zespół ogona końskiego często współistnieje z zespołem stożka końcowego. Zaburzenia czynności układu nerwowego wówczas obserwowane to:
- zaburzenia zwieraczy (nietrzymanie moczu i stolca),
- brak wzwodu,
- rozszczepienne zaburzenia czucia o charakterze "spodenek" S3-S5.